# سیسباخ
سیسباخ (به آلمانی: Siesbach) یک شهر در آلمان است که در بیرکنفلد واقع شده‌است. سیسباخ ۴۱۰ نفر جمعیت دارد.